# Ovaloparmena
Ovaloparmena is een kevergeslacht uit de familie van de boktorren (Cerambycidae). De wetenschappelijke naam van het geslacht werd voor het eerst geldig gepubliceerd in 1983 door Breuning & Teocchi.

## Soorten
Ovaloparmena is monotypisch en omvat slechts de volgende soort:
- Ovaloparmena capensis Breuning & Teocchi, 1983